# Universidade Federal do Delta do Parnaíba
A Universidade Federal do Delta do Parnaíba (UFDPar) é uma instituição de ensino superior pública federal brasileira, sediada na cidade de Parnaíba no estado do Piauí. 

## História

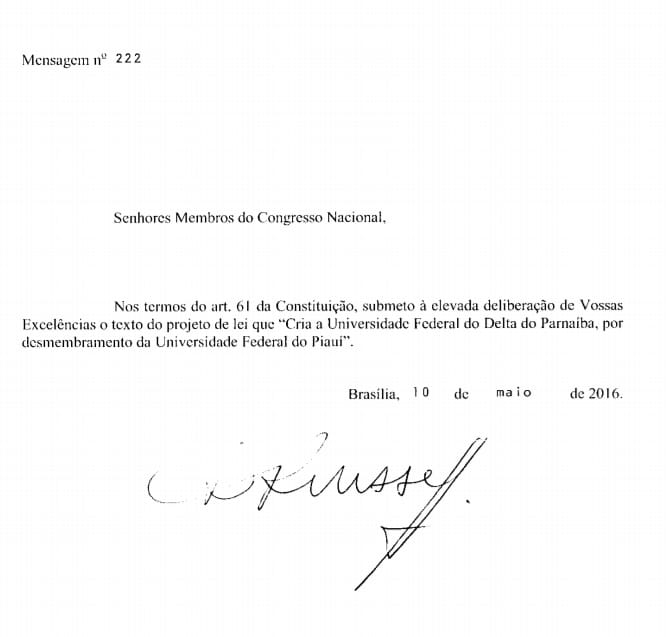
Mensagem presidencial do projeto de lei de criação.

O projeto de criação foi enviado ao Congresso Nacional, em 2016, por meio da Mensagem Presidencial nº 222 de 10 de maio de 2016 da então presidente Dilma Rousseff e em 19 de dezembro de 2017 o plenário da Câmara dos Deputados aprova a criação da instituição e no dia 11 de abril de 2018 o presidente Michel Temer sanciona a lei 13.651 criando a nova Universidade a partir do desmembramento da Universidade Federal do Piauí.

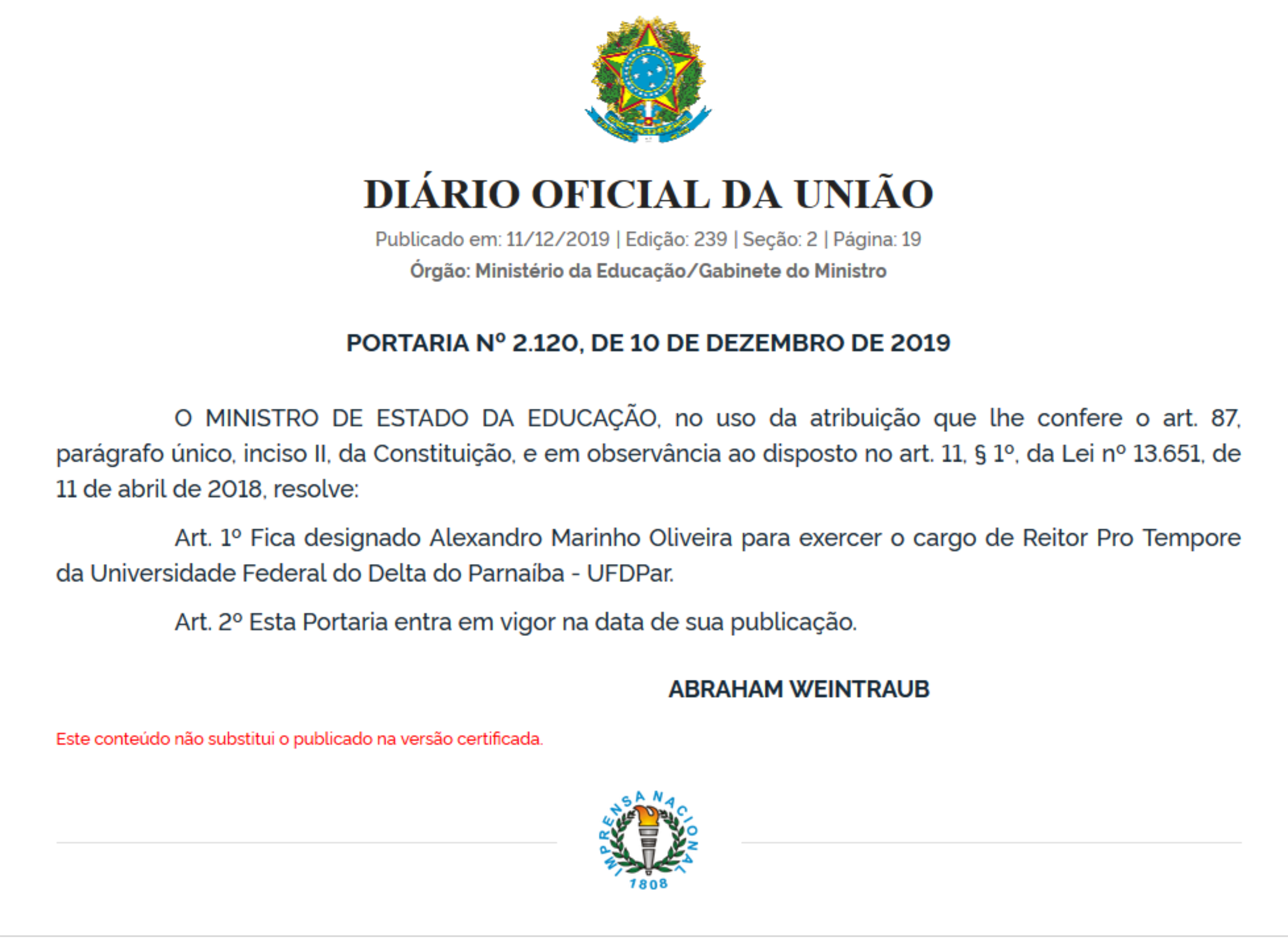
Documento que nomeia o primeiro reitor da instituição.

## Lista de reitores
- Prof. Dr. Alexandro Marinho Oliveira, reitor pro tempore com nomeação publicada no Diário Oficial da União de 11 de dezembro de 2019.[7]

- João Paulo Sales Macedo, nomeado pela portaria MEC nº 69, de 26 de janeiro de 2023.[8]